# Balance (album)
Balance deseti je studijski album američkog hard rock sastava Van Halen, objavljen u siječnju 1995. godine. To je i zadnji album na kojemu vokale izvodi Sammy Hagar, koji nakon izlaska albuma odlazi iz sastava. Vrlo kratko u sastav se vraća prvi pjevač David Lee Roth ali ubrzo ga mijenja Gary Cherone, bivši član grupe "Extreme".

## Popis pjesama
Sve skladbe napisali su Anthony, Hagar, Van Halen i Van Halen.
1. "The Seventh Seal" – 5:18
2. "Can't Stop Lovin' You" – 4:07
3. "Don't Tell Me (What Love Can Do)" – 5:56
4. "Amsterdam" – 4:45
5. "Big Fat Money" – 3:57
6. "Strung Out" (instrumental) – 1:29
7. "Not Enough" – 5:13
8. "Aftershock" – 5:29
9. "Doin' Time" (instrumental) – 1:41
10. "Baluchitherium" (instrumental) – 4:05
11. "Take Me Back (Deja Vu)" – 4:43
12. "Feelin'" – 6:36
13. "Crossing Over" (Japanese bonus track) – 4:49

## Osoblje
- Sammy Hagar – vokal, prateći vokali, ritam gitara
- Eddie Van Halen – gitara, klavijature, prateći vokali
- Michael Anthony – bas-gitara, prateći vokali
- Alex Van Halen – bubnjevi, udaraljke

Gostujući glazbenici
- The Monks of Gyuro Tantric University – pjevaju skladbu "The Seventh Seal"

Ostalo osoblje
- Bruce Fairbairn – producent
- Erwin Musper, Mike Plotnikoff – aranžeri
- Michael Fraser – mix
- George Marino – mastering
- Jeri Heiden – Direktor slike
- Randee Saint Nicholas, Glen Wexler (Prednja strana albuma) – Fotografija

## Singlovi
| Godina | Singl                              | Top lista              | Mjesto |
| ------ | ---------------------------------- | ---------------------- | ------ |
| 1995   | "Amsterdam"                        | Mainstream Rock Tracks | 9      |
| 1995   | "Can't Stop Lovin' You"            | Mainstream Rock Tracks | 2      |
| 1995   | "Can't Stop Lovin' You"            | The Billboard Hot 100  | 30     |
| 1995   | "Can't Stop Lovin' You"            | Top 40 Mainstream      | 11     |
| 1995   | "Don't Tell Me (What Love Can Do)" | Mainstream Rock Tracks | 1      |
| 1995   | "Not Enough"                       | Mainstream Rock Tracks | 27     |
| 1995   | "Not Enough"                       | The Billboard Hot 100  | 97     |
| 1995   | "Not Enough"                       | Top 40 Mainstream      | 39     |
| 1995   | "The Seventh Seal"                 | Mainstream Rock Tracks | 36     |